# Port lotniczy Dżakarta-Soekarno-Hatta
Port lotniczy Dżakarta-Soekarno-Hatta (indonez. Bandara Soekarno-Hatta) – międzynarodowy port lotniczy w mieście Tangerang (w dzielnicy Cengkareng) w obszarze metropolitarnym Dżakarty, największy port lotniczy Indonezji.
Oddany do użytku w 1985 r., zastąpił stary krajowy port lotniczy Kemayoran i przejął większość połączeń międzynarodowego Halim Perdanakusuma. Zajmuje powierzchnię 18 km², posiada 2 drogi startowe i 2 terminale.

## Linie lotnicze i połączenia
Lotnisko w Dżakarcie obsługiwane jest przez 51 linii lotniczych, które oferują bezpośrednie połączenia do 89 portów lotniczych w 24 państwach regionu Azji Wschodniej i Południowo-Wschodniej, Bliskiego Wschodu oraz Australii:
| Linia lotnicza             | Kierunek |
| -------------------------- | --- |
| AirAsia                    | 1. Kuala Lumpur 2. Penang |
| Air China                  | 1. Pekin 2. Chengdu |
| Air Macau                  | 1. Makau |
| All Nippon Airways         | 1. Tokio-Haneda 2. Tokio-Narita |
| Asiana Airlines            | 1. Seul-Inczon |
| Batik Air                  | 1. Ambon 2. Balikpapan 3. Banda Aceh 4. Bangkok-Don Muang 5. Bali 6. Gorontalo 7. Jambi 8. Jayapura 9. Kendari 10. Kuala Lumpur 11. Kunming 12. Kupang 13. Labuan Bajo 14. Lombok 15. Lubuklinggau 16. Makassar 17. Malang 18. Manado 19. Medan (do 31 lipca 2024) 20. Palangkaraya 21. Palu 22. Pangkalan Bun 23. Pekanbaru 24. Penang 25. Perth 26. Samarinda 27. Semarang 28. Silangit 29. Singapur 30. Surakarta 31. Sorong 32. Surabaja 33. Tanjungpinang 34. Tarakan 35. Ternate 36. Wyspa Bożego Narodzenia 37. Yogyakarta                                                                                          |
| Batik Air Malaysia         | 1. Kuala Lumpur 2. Penang (od 1 października 2024) |
| Cathay Pacific             | 1. Hongkong |
| Cebu Pacific               | 1. Manila |
| China Airlines             | 1. Tajpej-Taiwan |
| China Eastern Airlines     | 1. Szanghaj-Pudong |
| China Southern Airlines    | 1. Kanton 2. Shenzhen |
| Citilink                   | 1. Ambon 2. Balikpapan 3. Bandar Lampung 4. Banjarmasin 5. Banyuwangi 6. Batam 7. Bengkulu 8. Bali 9. Jambi 10. Kediri 11. Kendari 12. Kuala Lumpur 13. Kupang 14. Labuan Bajo 15. Lombok 16. Makassar 17. Malang 18. Manado 19. Medan 20. Padang 21. Palangkaraya 22. Palembang 23. Palu 24. Pangkalan Bun 25. Pangkal Pinang 26. Pekanbaru 27. Pontianak 28. Samarinda 29. Semarang 30. Singapur 31. Surakarta 32. Surabaja 33. Tanjung Pandan 34. Tanjungpinang 35. Yogyakarta |
| Egyptair                   | 1. Kair |
| Emirates                   | 1. Dubaj |
| Ethiopian Airlines         | 1. Addis Abeba 2. Bangkok-Suvarnabhumi |
| Etihad Airways             | 1. Abu Zabi |
| EVA Air                    | 1. Tajpej-Taiwan |
| Garuda Indonesia           | 1. Ambon 2. Amsterdam 3. Balikpapan 4. Banda Aceh 5. Bandar Lampung 6. Bangkok-Suvarnabhumi 7. Banjarmasin 8. Batam 9. Bengkulu 10. Bali 11. Doha 12. Gorontalo 13. Kanton 14. Hongkong 15. Jambi 16. Jayapura 17. Dżudda 18. Kuala Lumpur 19. Labuan Bajo 20. Lombok 21. Makassar 22. Malang 23. Manado 24. Medan 25. Medyna 26. Melbourne 27. Padang 28. Palangkaraya 29. Palembang 30. Palu 31. Pangkal Pinang 32. Pekanbaru 33. Pontianak 34. Semarang 35. Seul-Inczon 36. Szanghaj-Pudong 37. Singapur 38. Surakarta 39. Sorong 40. Surabaja 41. Sydney 42. Tanjungpinang 43. Ternate 44. Tokio-Haneda 45. Yogyakarta |
| IndiGo                     | 1. Mumbaj |
| Indonesia AirAsia          | 1. Bandar Lampung 2. Brunei (od 2 sierpnia 2024) 3. Bangkok-Don Muang 4. Bali 5. Johor Bahru 6. Kota Kinabalu 7. Kuala Lumpur 8. Kuching 9. Labuan Bajo 10. Penang 11. Perth 12. Phnom Penh 13. Silangit 14. Singapur |
| Japan Airlines             | 1. Tokio-Narita |
| Jetstar Asia               | 1. Singapur |
| KLM                        | 1. Amsterdam 2. Kuala Lumpur |
| Korean Air                 | 1. Seul-Inczon |
| Lion Air                   | 1. Balikpapan 2. Bandar Lampung (do 31 lipca 2024) 3. Banjarmasin 4. Batam 5. Bengkulu 6. Jambi 7. Lombok (do 31 lipca 2024) 8. Makassar 9. Medan 10. Palangkaraya 11. Palembang 12. Pangkal Pinang 13. Pekanbaru (do 31 lipca 2024) 14. Pontianak (do 31 lipca 2024) 15. Surabaja 16. Surakarta 17. Tanjung Pandan 18. Ternate Sezonowo: 1. Dżudda 2. Medyna 3. Sanya |
| Malaysia Airlines          | 1. Kuala Lumpur |
| NAM Air                    | 1. Batam 2. Bali 3. Muara Bungo 4. Pangkalan Bun 5. Pangkal Pinang 6. Pontianak 7. Sampit 8. Tanjung Pandan |
| Oman Air                   | 1. Maskat |
| Pelita Air                 | 1. Balikpapan 2. Surabaja |
| Philippine Airlines        | 1. Manila |
| Qantas                     | 1. Melbourne 2. Sydney |
| Qatar Airways              | 1. Doha |
| Royal Brunei Airlines      | 1. Brunei |
| Saudia                     | 1. Dżudda 2. Maskat 3. Medyna |
| Scoot                      | 1. Singapur |
| Shandong Airlines          | 1. Xiamen |
| Sichuan Airlines           | 1. Nankin |
| Singapore Airlines         | 1. Singapur |
| SriLankan Airlines         | 1. Kolombo |
| Sriwijaya Air              | 1. Makassar 2. Pangkal Pinang 3. Pontianak 4. Tanjung Pandan |
| Starlux Airlines           | 1. Tajpej-Taiwan (od 1 września 2024) |
| Super Air Jet              | 1. Ambon 2. Balikpapan 3. Banda Aceh 4. Bandar Lampung 5. Banjarmasin 6. Banyuwangi 7. Batam 8. Bengkulu 9. Bali 10. Jambi 11. Lombok 12. Makassar 13. Medan 14. Padang 15. Palembang 16. Pangkal Pinang 17. Pekanbaru 18. Pontianak 19. Silangit |
| Thai Airways International | 1. Bangkok-Suvarnabhumi |
| Thai Lion Air              | 1. Bangkok-Don Muang |
| TransNusa                  | 1. Bali 2. Kanton 3. Johor Bahru 4. Kuala Lumpur 5. Kuala Lumpur-Subang (od 1 sierpnia 2024) 6. Singapur 7. Yogyakarta |
| Turkish Airlines           | 1. Stambuł |
| Uzbekistan Airways         | 1. Taszkent |
| VietJet Air                | 1. Hanoi 2. Ho Chi Minh |
| Vietnam Airlines           | 1. Ho Chi Minh |
| XiamenAir                  | 1. Fuzhou 2. Xiamen |